# Armadilloniscus lindahli
Armadilloniscus lindahli is een pissebed uit de familie Detonidae. De wetenschappelijke naam van de soort is voor het eerst geldig gepubliceerd in 1905 door Richardson.